# Bathybates fasciatus
Bathybates fasciatus ist eine afrikanische Buntbarschart, die endemisch im ostafrikanischen Tanganjikasee vorkommt.

## Merkmale
Bathybates fasciatus ist langgestreckt, seitlich stark abgeflacht und kann eine Maximallänge von 40 cm erreichen. Die Länge der Fische erreicht das 4,6- bis 5,5fache der maximalen Körperhöhe. Damit ist Bathybates fasciatus die am meisten langgestreckte Art unter allen Bathybates-Arten. Die Kopflänge ist 3,15 bis 3,4 mal in der Standardlänge enthalten. Der Schwanzstiel ist 2,3- bis 2,5-mal länger als hoch. Wie alle Bathybates-Arten besitzt Bathybates fasciatus kleine Sekundärschuppen, die ringförmig um die größeren Primärschuppen angeordnet sind und diese, sowie die Rinnen, die normalerweise zwischen den größeren Schuppen stehen, teilweise überdecken. Diese dienen dazu, Verwirbelungen, die bei unebenen Oberflächen entstehen, zu vermeiden und die Fische stromlinienförmiger und schneller zu machen. Im Unterschied zu Bathybates vittatus überdecken diese Sekundärschuppen die Primärschuppen bei Bathybates fasciatus in den meisten Fällen nicht vollständig. Typisch für Bathybates fasciatus sind die dunkel, quergestreiften Körperseiten.
- Flossenformel: Dorsale XVI–XIX/16–18, Anale III/17–19.
- Schuppenformel 81–96 (mLR)
- 16–19 Kiemenrechen

## Lebensweise
Bathybates fasciatus lebt in kleinen Schwärmen und ernährt sich vor allem von den beiden im Tanganjikasee vorkommenden Heringsarten Limnothrissa miodon und Stolothrissa tanganicae. Gelaicht wird in ufernahen, sandigen Zonen. Nach dem Ablaichen nimmt das Weibchen die Eier ins Maul (Maulbrüter). Die Jungfische mischen sich unter die Schwärme der in Ufernähe lebenden Sandcichliden (Callochromis, Ectodus, Xenotilapia), bis sie eine Länge von etwa 8 cm haben und die Lebensweise der Eltern annehmen.

## Quelle
- Pierre Brichard: Das Große Buch der Tanganjika Cichliden. Mit allen anderen Fischen des Tanganjikasees. Bede Verlag GmbH. 1995, ISBN 978-3927997943, Seite 278–279.